# Andolsheim
Andolsheim is een gemeente in het Franse departement Haut-Rhin in de regio Grand Est. Andolsheim telde op 1 januari 2022 2.196 inwoners.

## Geschiedenis
De gemeente maakte deel uit van het arrondissement Colmar tot dit op op 1 januari 2015 fuseerde met het arrondissement Ribeauvillé tot het arrondissement Colmar-Ribeauvillé.
Andolsheim was de hoofdplaats van het gelijknamige kanton tot dit op 22 maart 2015 werd opgeheven en de gemeente werd opgenomen in het op die gevormde kanton Colmar-2.

## Geografie
De oppervlakte van Andolsheim bedroeg op 1 januari 2022 11,6 vierkante kilometer; de bevolkingsdichtheid was toen 189,3 inwoners per km².

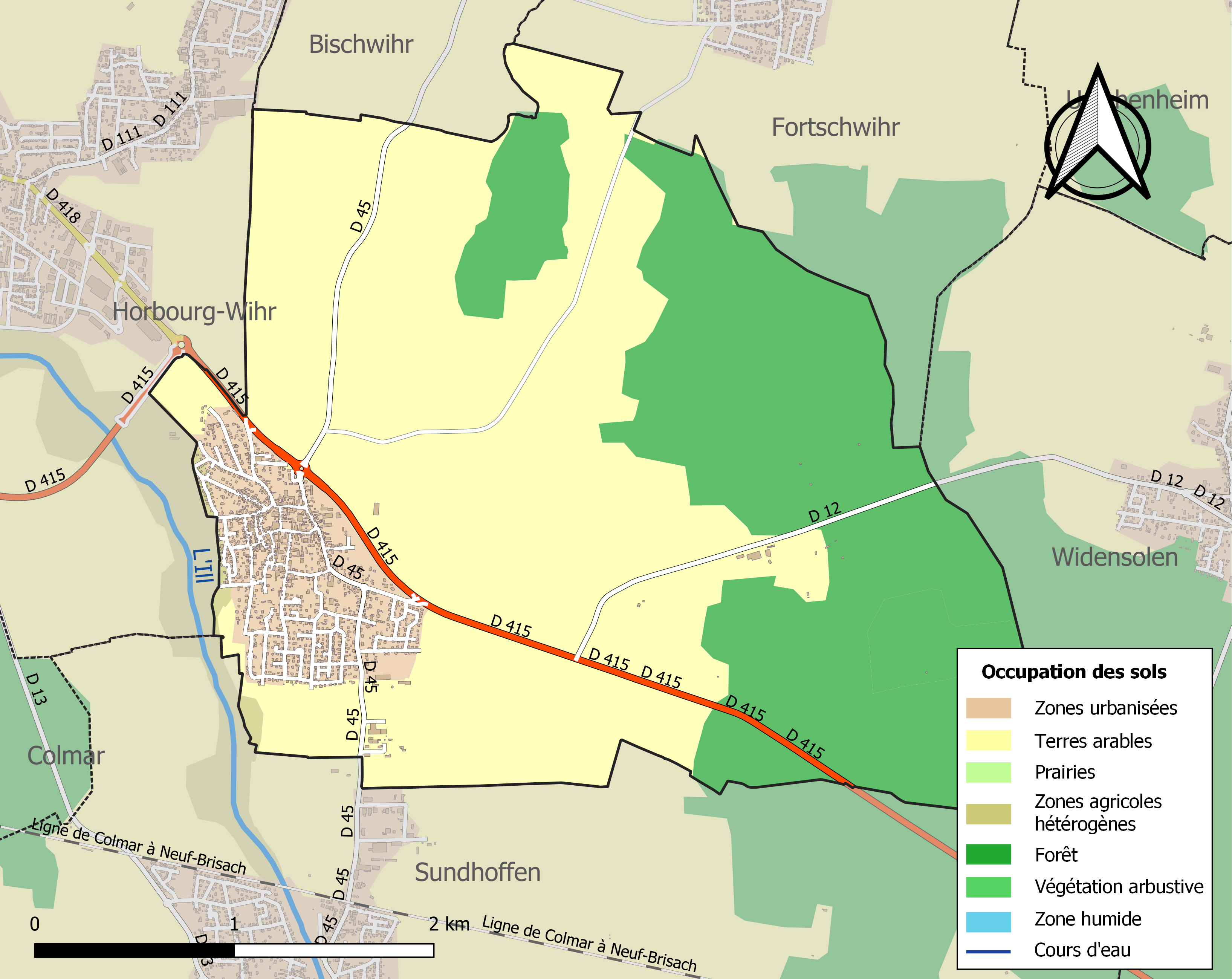
Kaart van de gemeente met de belangrijkste infrastructuur, bodemgebruik en omliggende gemeenten

## Demografie
Onderstaande figuur toont het verloop van het inwonertal (bron: INSEE-tellingen).